# Gila (rivier)
De Gila is een rivier in de Verenigde Staten met een lengte van 1.044 km.
Zij ontspringt in New Mexico in Sierra County, ten westen van de continentale waterscheiding. De rivier stroomt vervolgens door Arizona. Daar wordt de stroom tegengehouden door de Coolidgedam.
In de buurt van de stad Phoenix mondt de Saltrivier als de belangrijkste voedingsstroom uit in de Gila. De Gila mondt uiteindelijk uit in de rivier de Colorado, vlak bij de stad Yuma.

## Trivia
- Bij de Vrede van Guadalupe Hidalgo in 1848 werd de Gila de grensrivier tussen de Verenigde Staten en Mexico. Bij de Gadsdenaankoop in 1853 werd de grens een stuk naar het zuiden verlegd.
- Het Gilamonster is vernoemd naar de rivier de Gila.